# Genus (Unternehmen)
Genus plc. ist ein britisches Biotechnologie-Unternehmen, tätig im Geschäftsfeld Tierzucht. Der Hauptsitz ist in Basingstoke, Hampshire. Genus ist heute in über 30 Ländern vertreten, mit Laboren in Madison (Kentucky/USA), und Cambridge/Vereinigtes Königreich. Das Unternehmen ist im Segment AIM an der Londoner Börse notiert. CEO ist seit Mai 2023 Jorgen Kokke, Chairman ist Iain Ferguson.

## Sparten
Die Schweine- und Rindersparten operieren unter den Markennamen PIC bzw. ABS. Schweine- und Rindermärkte sind unterschiedlich, folglich verwenden PIC und ABS unterschiedliche Geschäftsmodelle und haben unterschiedliche Finanzprofile.